# Бернард Шерман
Бернард Чарльз Шерман (англ. Bernard Charles "Barry" Sherman), відомий також  як Баррі Шерман (англ. Barry Sherman) — канадський підприємець і філантроп, засновник компанії «Apotex» — найбільшої фармацевтичної компанії Канади. Нагороджений орденом Канади (посмертно). За даними Forbes, у 2017 році його статки сягали $3,2 млрд і він був 12-м у списку найбагатших канадців. 15 грудня 2017 року Бернард Шерман та його дружина були вбиті невідомими у власному домі.

## Біографія
Бернард Шерман народився в єврейській родині в Торонто. Його батько помер від серцевого нападу, коли Бернарду було 10 років. У віці 16 років вступив на факультет інженерних наук Торонтського університету. Він закінчив університет з найвищию відзнакою у своєму класі та отримав нагороду генерал-губернатора за свою дисертацію. У 1967 році він захистив кандидатську дисертацію з астрофізики у Массачусетському технологічному інституті.
У 1967 році Шерман викупив Empire Group of Companies, компанію свого покійного дядька Луїса Ллойда Вінтер. У січні 1972 року він продав компанію, а у 1973 році заснував «Apotex». Згодом компанія стала найбільшим виробником ліків у Канаді. У 2010 році на компанію працювало понад 10 тис. працівників.

### Особисте життя
У 1971 році одружився з Хоні Рейх. У них народилося четверо дітей — син Джонатан і три дочки Лорен, Александра та Кейн.
Подружжя було відоме своєю благодійністю. Вони жертвували кошти єврейським організаціям, на будівництво геріатричного центру та інші цілі.

### Смерть
15 грудня 2017 року подружжя знайдене повішеними на перилах поруч з басейном у власному будинку. Спершу поліція розглядали версію самогубства, проте 26 січня опубліковані результати розтину, за яким пару умисно задушили. Убивство досі нерозкрите.